# حمزة بن المغيرة بن شعبة
حمزة بن المغيرة بن شعبة الثقفي تابعي، وأحد رواة الحديث النبوي الثقات.

## روايته للحديث النبوي
- روى عن: أبيه المغيرة بن شعبة في المسح على الخفين والعمامة.
- روى عنه: إسماعيل بن محمد بن سعد بن أبي وقاص، وبكر بن عبد الله المزني، وعباد بن زياد بن أبي سفيان، والنعمان بن أبي خالد أخو إسماعيل بن أبي خالد.
- الجرح والتعديل: قال أحمد بن عبد الله العجلي: تابعي ثقة، وكذلك وثّقه الذهبي وابن حجر العسقلاني،[1] وذكره ابن حبان في كتاب الثقات، وروى له مسلم بن الحجاج، والنسائي، وابن ماجه.[2]